# Vreshtas
Vreshtas là một xã trong quận Korçë thuộc hạt Korçë, Albania. Dân số năm 2005 là 8590 người.